# Saint-Thibault-des-Vignes
Saint-Thibault-des-Vignes és un municipi francès, situat al departament de Sena i Marne i a la regió de Illa de França. L'any 2007 tenia 6.510 habitants.
Forma part del cantó de Lagny-sur-Marne, del districte de Torcy i de la Comunitat d'aglomeració Marne i Gondoire.

## Demografia[Cal actualitzar]

### Població
El 2007 la població de fet de Saint-Thibault-des-Vignes era de 6.510 persones. Hi havia 2.224 famílies, de les quals 488 eren unipersonals (194 homes vivint sols i 294 dones vivint soles), 478 parelles sense fills, 1.002 parelles amb fills i 256 famílies monoparentals amb fills.
La població ha evolucionat segons el següent gràfic:
Habitants censats

### Habitatges
El 2007 hi havia 2.351 habitatges, 2.257 eren l'habitatge principal de la família, 11 eren segones residències i 84 estaven desocupats. 1.522 eren cases i 792 eren apartaments. Dels 2.257 habitatges principals, 1.535 estaven ocupats pels seus propietaris, 695 estaven llogats i ocupats pels llogaters i 27 estaven cedits a títol gratuït; 126 tenien una cambra, 275 en tenien dues, 365 en tenien tres, 489 en tenien quatre i 1.002 en tenien cinc o més. 1.741 habitatges disposaven pel capbaix d'una plaça de pàrquing. A 999 habitatges hi havia un automòbil i a 1.062 n'hi havia dos o més.

### Piràmide de població
La piràmide de població per edats i sexe el 2009 era:
| Homes | Edats   | Dones |
| ----- | ------- | ----- |
| 2     | 95 o +  | 0     |
| 4     | 90 a 94 | 10    |
| 6     | 85 a 89 | 29    |
| 9     | 80 a 84 | 36    |
| 43    | 75 a 79 | 44    |
| 55    | 70 a 74 | 65    |
| 53    | 65 a 69 | 49    |
| 69    | 60 a 64 | 56    |
| 74    | 55 a 59 | 78    |
| 257   | 50 a 54 | 159   |
| 283   | 45 a 49 | 315   |
| 290   | 40 a 44 | 336   |
| 233   | 35 a 39 | 280   |
| 245   | 30 a 34 | 222   |
| 218   | 25 a 29 | 255   |
| 230   | 20 a 24 | 215   |
| 273   | 15 a 19 | 247   |
| 346   | 10 a 14 | 281   |
| 307   | 5 a 9   | 279   |
| 168   | 0 a 4   | 246   |

## Economia
El 2007 la població en edat de treballar era de 4.716 persones, 3.506 eren actives i 1.210 eren inactives. De les 3.506 persones actives 3.221 estaven ocupades (1.627 homes i 1.594 dones) i 286 estaven aturades (161 homes i 125 dones). De les 1.210 persones inactives 276 estaven jubilades, 624 estaven estudiant i 310 estaven classificades com a «altres inactius».

### Ingressos
El 2009 a Saint-Thibault-des-Vignes hi havia 2.159 unitats fiscals que integraven 6.258,5 persones, la mediana anual d'ingressos fiscals per persona era de 23.128 €.

### Activitats econòmiques
Dels 441 establiments que hi havia el 2007, 7 eren d'empreses extractives, 2 d'empreses alimentàries, 8 d'empreses de fabricació de material elèctric, 1 d'una empresa de fabricació d'elements pel transport, 27 d'empreses de fabricació d'altres productes industrials, 40 d'empreses de construcció, 137 d'empreses de comerç i reparació d'automòbils, 43 d'empreses de transport, 21 d'empreses d'hostatgeria i restauració, 16 d'empreses d'informació i comunicació, 18 d'empreses financeres, 13 d'empreses immobiliàries, 70 d'empreses de serveis, 22 d'entitats de l'administració pública i 16 d'empreses classificades com a «altres activitats de serveis».
Dels 72 establiments de servei als particulars que hi havia el 2009, 1 era una oficina de correu, 7 tallers de reparació d'automòbils i de material agrícola, 6 paletes, 3 guixaires pintors, 3 fusteries, 9 lampisteries, 7 electricistes, 5 empreses de construcció, 5 perruqueries, 1 veterinari, 16 restaurants, 6 agències immobiliàries, 1 tintoreria i 2 salons de bellesa.
Dels 27 establiments comercials que hi havia el 2009, 5 eren supermercats, 1 un supermercat, 2 botiges de menys de 120 m², 1 una botiga de menys de 120 m², 1 una fleca, 1 una carnisseria, 2 llibreries, 3 botigues de roba, 5 botigues d'equipament de la llar, 1 una botiga d'equipament de la llar, 2 botigues de mobles, 1 una botiga de mobles i 2 floristeries.
L'any 2000 a Saint-Thibault-des-Vignes hi havia 3 explotacions agrícoles.

## Equipaments sanitaris i escolars
El 2009 hi havia 2 farmàcies i 1 ambulància.
El 2009 hi havia 3 escoles maternals i 3 escoles elementals. Saint-Thibault-des-Vignes disposava d'un col·legi d'educació secundària amb 528 alumnes.

## Poblacions properes
El següent diagrama mostra les poblacions més properes.